# Дрезденська битва
Дрезденська битва — битва за Дрезден 26—27 серпня 1813 між Великою армією і Богемською армією російсько-пруссько-австрійських союзників у ході воєн 6-ї коаліції.
Битва тривала два дні. У перший день, 26 серпня, війська союзників штурмували Дрезден, але були відбиті армією Наполеона, що підійшла до міста. На другий день, 27 серпня, Наполеон перейшов у наступ і відкинув союзників назад у Богемію.

## Передумови
Після знищення французької армії в Російській кампанії 1812 року проти Наполеона повстала Пруссія, проте після перших успіхів російсько-прусські війська зазнали поразки при Лютцені й Бауцені. У червні 1813 противники уклали перемир'я, під час якого Австрія приєдналася до союзників. Утворилася 6-та коаліція проти Наполеона, куди також увійшли Швеція та Англія. 11 серпня Австрія оголосила війну Франції і бойові дії поновилися.
16 серпня Наполеон послав корпус маршала Сен-Сіра, щоб зміцнити й утримати Дрезден, а також щоб перешкодити союзницькому руху і створити можливу базу для власних маневрів. Він планував завдати удару по внутрішніх лініях своїх ворогів, перш ніж вони встигли б об'єднатися для захисту.
Наполеон мав 300 тис. солдатів і 800 гармат, його противник мав 450 тис. солдатів і 1200 гармат. Але коаліція уникала бою з самим Наполеоном, вибираючи бої з підлеглими йому командирами (див трахенберзький план). 23 серпня в битві при Гроссбеерені на південь від Берліна шведський принц Чарльз (колишній французький маршал Бернадот, власний маршал Наполеона) переміг свого маршала Удино. 26 серпня прусський маршал Блюхер розбив маршала Макдональда в Кацбасі.

## Бій
Того ж дня в Кацбасі Карл Шварценберг, командувач австрійської армії чисельністю 200 тис. солдатів, у супроводі Франца II, Олександра I і Фрідріха Вільгельма III напали на Сен-Сіра. У Дрездені французька піхота зайняла важливі редути й оборонні позиції. Війська сподівалися протримати оборону досить довго, поки прибуде підкріплення. Так і вийшло: Наполеон несподівано прибув із підкріпленням, щоб захистити місто.
Французькі контратаки в напрямку Великого саду на південному сході були успішними, до вечора французи відновили майже всі свої позиції Сен-Сіру, незважаючи на чисельну перевагу супротивника в 1,5 рази. Наполеон напав наступного ранку, 27 серпня, знищивши союзницький лівий фланг, і отримав значну тактичну перемогу.
Затоплена частина річки Вайсерітц перешкодила лівому крилу армії союзників під командуванням Кленау допомогти основному корпусові. Маршал Йоахім Мюрат скористався ситуацією і завдав тяжких втрат австрійцям.
Однак нездатність Наполеона стежити за ситуацією, дала змогу Шварценбергу вийти з оточення. Коаліція втратила близько 38 тис. солдатів і 40 гармат. Французькі жертви становили 10 тис.

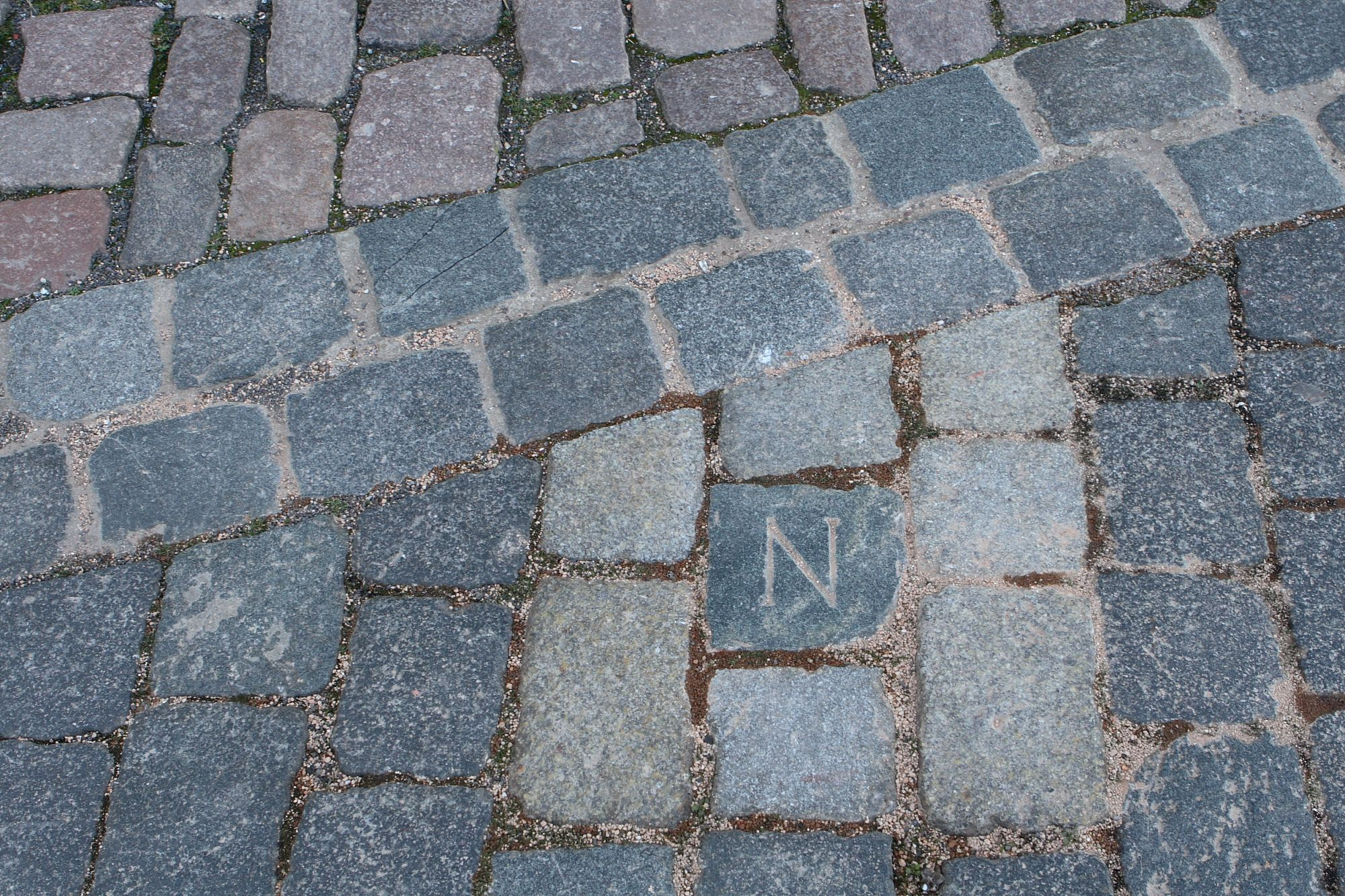
Ініціал Наполеона, залишений у Дрездені

## Після бою
27 серпня генерал Вандам отримав наказ наступати на Пірні й перейти через річку Ельбу. Це довелося робити під час сильного дощу, не привертаючи уваги російських військ, що розташовувались на висотах Цехіста (Zehista). Наслідком цього просування стала битва під Кульмом через три дні. Давній суперник Наполеона Жан Віктор Моро, який нещодавно повернувся з вигнання до США, був смертельно поранений у бою і помер 2 вересня в Лоуні.